# Подпеч (община Копер)
Вижте пояснителната страница за други значения на Подпеч.
Подпеч (на словенски: Podpeč) е село в Словения, Обално-крашки регион, община Копер. Според Националната статистическа служба на Република Словения през 2002 г. селото има 47 жители.